# Google Penguin
Google Penguin là một tên mã dành cho bản cập nhật thuật toán của Google lần đầu tiên được công bố vào ngày 24 tháng 4 năm 2012 Bản cập nhật này nhằm mục đích giảm thứ hạng của các công cụ tìm kiếm các trang web vi phạm Nguyên tắc Webmaster của Google bằng cách sử dụng các kĩ thuật SEO mũ đen, liên quan đến việc tăng việc xếp hạng trang web thiếu trung thực bằng cách thao tác số lượng liên kết trỏ đến trang. Chiến thuật như vậy thường được mô tả như là các kế hoạch liên kết. Theo Google Mueller John, Google đã công bố tất cả các bản cập nhật cho bộ lọc Penguin cho công chúng.

## Ảnh hưởng đối với kết quả tìm kiếm
Theo ước tính của Google, Penguin ảnh hưởng đến khoảng 3,1% của các truy vấn tìm kiếm trong tiếng Anh, khoảng 3% của các truy vấn bằng các ngôn ngữ như Đức, Trung Quốc, và tiếng Ả Rập, và một tỷ lệ phần trăm lớn hơn của chúng trong những trang "spam cao". Vào ngày 25 tháng 5 năm 2012, Google đã công bố một bản cập nhật Penguin khác, được gọi là Penguin 1.1. Bản cập nhật này, theo Matt Cutts, người đứng đầu webspam tại Google, được cho là ảnh hưởng đến ít hơn 1/10 trong một phần trăm các tìm kiếm tiếng Anh. Nguyên tắc cơ bản cho việc cập nhật là để phạt các trang web đã lợi dụng việc sử dụng các kỹ thuât để thao tác được thứ hạng cao. Các trang được gọi là Pre-Penguin là những trang thường xuyên sử dụng các kỹ thuật xây dựng liên kết tiêu cực để có được xếp hạng cao và lưu lượng lớn. Một khi Penguin được triển khai nó có nghĩa là nội dung là chìa khóa và những người có nội dung tuyệt vời sẽ được công nhận và những người có nội dung ít hoặc spam sẽ bị phạt và không nhận được lợi ích xếp hạng. Mục đích của mỗi Google là bắt việc gửi thư rác quá mức. Bị cáo buộc là có ít trang web bị mất thứ hạng tìm kiếm trên Google cho các từ khóa cụ thể trong quá trình triển khai Panda và Penguin. Google đặc biệt đề cập rằng các trang cửa, chỉ được xây dựng để thu hút lưu lượng truy cập công cụ tìm kiếm, là trái với nguyên tắc quản trị trang web của họ.
Vào tháng 1 năm 2012, cái gọi là Cập nhật Thuật toán Bố cục Trang (còn gọi là Cập nhật nặng nề) đã được phát hành, nhắm mục tiêu các trang web có quá nhiều quảng cáo hoặc nội dung quá ít trong màn hình đầu tiên.
Penguin 3 được phát hành vào ngày 5 tháng 10 năm 2012 và ảnh hưởng tới 0,3% truy vấn. Penguin 4 (còn gọi là Penguin 2.0) được phát hành vào ngày 22 tháng 5 năm 2013 và ảnh hưởng tới 2,3% các truy vấn. Penguin 5 (hay còn gọi là Penguin 2.1) đã được phát hành vào ngày 04 tháng 10 năm 2013, ảnh hưởng khoảng 1% các truy vấn, và đã trở thành gần đây nhất của các bản cập nhật thuật toán Google Penguin.
Google có thể đã phát hành Penguin 3.0 vào ngày 18 tháng 10 năm 2014.
Vào ngày 21 tháng 10 năm 2014, Pierre Farr của Google đã xác nhận rằng Penguin 3.0 là một thuật toán "làm mới", không có thêm tín hiệu mới.
Vào ngày 7 tháng 4 năm 2015, John Mueller của Google cho biết trong một Google+ Hangout rằng cả Penguin và Panda "hiện không cập nhật dữ liệu thường xuyên" và cập nhật phải được thực hiện một cách thủ công. Điều này khẳng định rằng thuật toán này không được cập nhật liên tục mà được cho là giống như phiên bản năm trước đó.
Mục tiêu chiến lược mà Panda, Penguin và chia sẻ cập nhật bố trí trang là hiển thị trang web có chất lượng cao hơn ở đầu kết quả tìm kiếm của Google. Tuy nhiên, các trang web bị hạ cấp do những cập nhật này có những đặc điểm khác nhau. Mục tiêu chính của Google Penguin là spamdexing (bao gồm cả ném bom liên kết). Các cập nhật của Google như Penguin giờ đây thu hút các quản trị web làm theo Nguyên tắc quản trị trang web của Google và chỉ sử dụng các kỹ thuật mũ trắng sẽ mang lại lợi ích cho người dùng và đảm bảo rằng người dùng sẽ luôn thấy nội dung có liên quan nhất trên trang 1 của kết quả tìm kiếm.
Trong một Hangout trên Google+ vào ngày 15 tháng 4 năm 2016, John Mueller cho biết: "Tôi chắc chắn rằng khi chúng tôi bắt đầu tung ra [Penguin] chúng tôi sẽ có một thông điệp đến loại bài đăng nhưng tại thời điểm đó tôi không có điều gì cụ thể để thông báo."

### Penguin 4 (Penguin cập nhật lần 7)
Vào ngày 23 tháng 9 năm 2016, Google thông báo rằng Google Penguin là một phần của thuật toán lõi có nghĩa là nó cập nhật trong thời gian thực. Do đó Google sẽ không còn công bố liên quan đến việc làm mới trong tương lai. Thời gian thực cũng có nghĩa là các trang web được đánh giá theo thời gian thực và xếp hạng bị ảnh hưởng theo thời gian thực. Trong những năm gần đây quản lý web không còn phải chờ đợi cho việc đưa ra bản cập nhật tiếp theo để thoát khỏi hình phạt Penguin. Ngoài ra, Google Penguin 4 có tính chi tiết hơn so với bản cập nhật trước, vì nó có thể ảnh hưởng đến một trang web trên cơ sở URL thay vì luôn ảnh hưởng đến toàn bộ trang web. Cuối cùng, Penguin 4 khác với các phiên bản Penguin trước đây vì nó không giảm tốc độ trang web khi phát hiện thấy các liên kết xấu. Thay vào đó, nó hạn chế đánh giá các liên kết. Điều này. có nghĩa là nó bỏ qua chúng và chúng không còn đếm để đánh giá thứ hạng của trang web. Do đó, không cần phải sử dụng tệp tin từ chối. 

## Mẫu phản hồi Penguin của Google
Hai ngày sau khi bản cập nhật Penguin được phát hành, Google đã chuẩn bị một mẫu phản hồi được thiết kế cho hai loại người dùng: những người muốn báo cáo spam web vẫn xếp hạng cao sau khi thuật toán tìm kiếm thay đổi và những người nghĩ rằng trang web của họ đã không công bằng Nhấn bởi bản cập nhật. Google cũng có một mẫu xem xét lại thông qua Google Webmaster Tools.
Vào tháng 1 năm 2015, John Mueller của Google cho biết rằng hình phạt Penguin có thể được gỡ bỏ bằng cách đơn giản xây dựng liên kết tốt. Quy trình thông thường là xóa các liên kết xấu một cách thủ công hoặc bằng cách sử dụng công cụ Disavow của Google và sau đó gửi yêu cầu xem xét lại. Mueller đã giải thích chi tiết về vấn đề này bằng cách nói rằng thuật toán sẽ xem xét tỷ lệ phần trăm của các liên kết tốt so với các liên kết xấu, do đó bằng cách xây dựng các liên kết tốt hơn, nó có thể đưa ra thuật toán có lợi cho bạn.

## Xác nhận Penguin cập nhật
- Penguin 1 vào ngày 24 tháng 4 năm 2012 (ảnh hưởng khoảng 3,1% truy vấn)[24]
- Penguin 2 vào ngày 26 tháng 5 năm 2012 (ảnh hưởng ít hơn 0,1%)[25]
- Penguin 3 vào ngày 5 tháng 10 năm 2012 (ảnh hưởng tới khoảng 0,3% truy vấn)[26]
- Penguin 4 (còn gọi là Penguin 2.0) vào ngày 22 tháng 5 năm 2013 (ảnh hưởng tới 2,3% truy vấn)[27]
- Penguin 5 (còn gọi là Penguin 2.1) vào ngày 4 tháng 10 năm 2013 (ảnh hưởng tới khoảng 1% truy vấn)[28]
- Penguin 6 (còn gọi là Penguin 3.0) vào ngày 17 tháng 10 năm 2014 (ảnh hưởng ít hơn 1% truy vấn tiếng Anh).[29] Vào ngày 1 tháng 12 năm 2014, Google xác nhận rằng bản cập nhật vẫn đang tiếp diễn với quản trị web tiếp tục báo cáo những biến động đáng kể.[30]
- Penguin 7 (còn gọi là Penguin 4.0) vào ngày 23 tháng 9 năm 2016[31]

## Liên kết
- Wall Street Journal - As Google Tweaks Searches, Some Get Lost in the Web
- In Front Digital - A Guide To The Penguin Update
- WebProNews - Google To Announce The Latest Penguin Update Lưu trữ ngày 5 tháng 10 năm 2017 tại Wayback Machine
- Google Penguin 3.0 Update Rolling Out, Effects and Cure